# Lista de municípios de Salamanca
Esta é uma lista dos 362 municípios da província raiana espanhola de Salamanca na comunidade autónoma de Castela e Leão.

Mapa municipal

| Nome                           | Pop. (2002) |
| ------------------------------ | ----------- |
| Abusejo                        | 250         |
| Agallas                        | 195         |
| Ahigal de los Aceiteros        | 195         |
| Ahigal de Villarino            | 43          |
| La Alameda de Gardón           | 154         |
| La Alamedilla                  | 215         |
| Alaraz                         | 642         |
| Alba de Tormes                 | 4,827       |
| Alba de Yeltes                 | 262         |
| La Alberca                     | 1,130       |
| La Alberguería de Argañán      | 187         |
| Alconada                       | 216         |
| Aldea del Obispo               | 385         |
| Aldeacipreste                  | 200         |
| Aldeiadávila da Ribeira        | 1,616       |
| Aldealengua                    | 558         |
| Aldeanueva de Figueroa         | 327         |
| Aldeanueva de la Sierra        | 121         |
| Aldearrodrigo                  | 200         |
| Aldearrubia                    | 519         |
| Aldeaseca de Alba              | 122         |
| Aldeaseca de la Frontera       | 357         |
| Aldeatejada                    | 689         |
| Aldeavieja de Tormes           | 136         |
| Aldehuela de la Bóveda         | 357         |
| Aldehuela de Yeltes            | 292         |
| Almenara de Tormes             | 247         |
| Almendra                       | 202         |
| Anaya de Alba                  | 293         |
| Añover de Tormes               | 106         |
| Arabayona de Mógica            | 500         |
| Arapiles                       | 485         |
| Arcediano                      | 113         |
| El Arco                        | 97          |
| Armenteros                     | 326         |
| Atalaya                        | 151         |
| Babilafuente                   | 974         |
| Bañobárez                      | 396         |
| Barbadillo                     | 545         |
| Barbalos                       | 109         |
| Barceo                         | 61          |
| Barruecopardo                  | 568         |
| La Bastida                     | 37          |
| Béjar                          | 15,342      |
| Beleña                         | 161         |
| Bermellar                      | 215         |
| Berrocal de Huebra             | 121         |
| Berrocal de Salvatierra        | 123         |
| Boada                          | 399         |
| El Bodón                       | 334         |
| Bogajo                         | 201         |
| La Bouza                       | 67          |
| Bóveda del Río Almar           | 306         |
| Brincones                      | 104         |
| Buenamadre                     | 180         |
| Buenavista                     | 121         |
| El Cabaco                      | 283         |
| La Cabeza de Béjar             | 103         |
| Cabeza del Caballo             | 467         |
| Cabezabellosa de la Calzada    | 122         |
| Cabrerizos                     | 2,488       |
| Cabrillas                      | 532         |
| Calvarrasa de Abajo            | 1,020       |
| Calvarrasa de Arriba           | 666         |
| La Calzada de Béjar            | 92          |
| Calzada de Don Diego           | 244         |
| Calzada de Valdunciel          | 639         |
| Campillo de Azaba              | 256         |
| El Campo de Peñaranda          | 371         |
| Candelario                     | 1,046       |
| Canillas de Abajo              | 109         |
| Cantagallo                     | 282         |
| Cantalapiedra                  | 1,291       |
| Cantalpino                     | 1,137       |
| Cantaracillo                   | 252         |
| Carbajosa de la Sagrada        | 2,310       |
| Carpio de Azaba                | 104         |
| Carrascal de Barregas          | 540         |
| Carrascal del Obispo           | 254         |
| Casafranca                     | 86          |
| Las Casas del Conde            | 79          |
| Casillas de Flores             | 247         |
| Castellanos de Moriscos        | 403         |
| Castellanos de Villiquera      | 586         |
| Castillejo de Martín Viejo     | 322         |
| Castraz                        | 60          |
| Cepeda                         | 508         |
| Cereceda de la Sierra          | 99          |
| Cerezal de Peñahorcada         | 124         |
| Cerralbo                       | 242         |
| El Cerro                       | 539         |
| Cespedosa de Tormes            | 634         |
| Cilleros de la Bastida         | 40          |
| Cipérez                        | 426         |
| Ciudad Rodrigo                 | 14,447      |
| Coca de Alba                   | 152         |
| Colmenar de Montemayor         | 259         |
| Cordovilla                     | 138         |
| Cristóbal                      | 257         |
| El Cubo de Don Sancho          | 582         |
| Chagarcía Medianero            | 138         |
| Dios le Guarde                 | 174         |
| Doñinos de Ledesma             | 111         |
| Doñinos de Salamanca           | 756         |
| Ejeme                          | 186         |
| La Encina                      | 185         |
| Encina de San Silvestre        | 126         |
| Encinas de Abajo               | 658         |
| Encinas de Arriba              | 288         |
| Encinasola de los Comendadores | 285         |
| Endrinal                       | 290         |
| Escurial de la Sierra          | 283         |
| Espadaña                       | 41          |
| Espeja                         | 291         |
| Espino de la Orbada            | 331         |
| Florida de Liébana             | 255         |
| Forfoleda                      | 254         |
| Frades de la Sierra            | 264         |
| La Fregeneda                   | 521         |
| Fresnedoso                     | 121         |
| Fresno Alhándiga               | 291         |
| La Fuente de San Esteban       | 1,534       |
| Fuenteguinaldo                 | 908         |
| Fuenteliante                   | 134         |
| Fuenterroble de Salvatierra    | 271         |
| Fuentes de Béjar               | 281         |
| Fontes de Onor                 | 1,427       |
| Gajates                        | 213         |
| Galindo y Perahuy              | 413         |
| Galinduste                     | 567         |
| Galisancho                     | 534         |
| Gallegos de Argañán            | 398         |
| Gallegos de Solmirón           | 182         |
| Garcibuey                      | 272         |
| Garcihernández                 | 614         |
| Garcirrey                      | 108         |
| Gejuelo del Barro              | 52          |
| Golpejas                       | 193         |
| Gomecello                      | 530         |
| Guadramiro                     | 206         |
| Guijo de Ávila                 | 101         |
| Guijuelo                       | 5,180       |
| Herguijuela de Ciudad Rodrigo  | 132         |
| Herguijuela de la Sierra       | 312         |
| Herguijuela del Campo          | 123         |
| Hinojosa de Duero              | 829         |
| Horcajo de Montemayor          | 204         |
| Horcajo Medianero              | 330         |
| La Hoya                        | 30          |
| Huerta                         | 298         |
| Iruelos                        | 56          |
| Ituero de Azaba                | 276         |
| Juzbado                        | 188         |
| Lagunilla                      | 609         |
| Larrodrigo                     | 284         |
| Ledesma                        | 1,927       |
| Ledrada                        | 583         |
| Linares de Riofrío             | 1,002       |
| Lumbrales                      | 2,113       |
| Macotera                       | 1,635       |
| Machacón                       | 522         |
| Madroñal                       | 175         |
| El Maíllo                      | 413         |
| Malpartida                     | 146         |
| Mancera de Abajo               | 344         |
| El Manzano                     | 90          |
| Martiago                       | 375         |
| Martín de Yeltes               | 542         |
| Martinamor                     | 78          |
| Masueco                        | 453         |
| La Mata de Ledesma             | 143         |
| Matilla de los Caños del Río   | 702         |
| La Maya                        | 259         |
| Membribe de la Sierra          | 110         |
| Mieza                          | 353         |
| El Milano                      | 167         |
| Miranda de Azán                | 346         |
| Miranda del Castañar           | 622         |
| Mogarraz                       | 356         |
| Molinillo                      | 80          |
| Monforte de la Sierra          | 116         |
| Monleón                        | 130         |
| Monleras                       | 272         |
| Monsagro                       | 218         |
| Montejo                        | 245         |
| Montemayor del Río             | 363         |
| Monterrubio de Armuña          | 620         |
| Monterrubio de la Sierra       | 163         |
| Morasverdes                    | 418         |
| Morille                        | 176         |
| Moríñigo                       | 127         |
| Moriscos                       | 122         |
| Moronta                        | 129         |
| Mozárbez                       | 420         |
| Narros de Matalayegua          | 283         |
| Nava de Béjar                  | 115         |
| Nava de Francia                | 172         |
| Nava de Sotrobal               | 212         |
| Navacarros                     | 132         |
| Navales                        | 379         |
| Navalmoral de Béjar            | 63          |
| Navamorales                    | 158         |
| Navarredonda de la Rinconada   | 272         |
| Navasfrías                     | 694         |
| Negrilla de Palencia           | 113         |
| Olmedo de Camaces              | 159         |
| La Orbada                      | 297         |
| Pajares de la Laguna           | 150         |
| Palacios del Arzobispo         | 220         |
| Palaciosrubios                 | 518         |
| Palencia de Negrilla           | 177         |
| Parada de Arriba               | 243         |
| Parada de Rubiales             | 345         |
| Paradinas de San Juan          | 624         |
| Pastores                       | 58          |
| El Payo                        | 486         |
| Pedraza de Alba                | 295         |
| Pedrosillo de Alba             | 233         |
| Pedrosillo de los Aires        | 456         |
| Pedrosillo el Ralo             | 146         |
| El Pedroso de la Armuña        | 304         |
| Pelabravo                      | 791         |
| Pelarrodríguez                 | 204         |
| Pelayos                        | 77          |
| La Peña                        | 150         |
| Peñacaballera                  | 215         |
| Peñaparda                      | 458         |
| Peñaranda de Bracamonte        | 6,311       |
| Peñarandilla                   | 262         |
| Peralejos de Abajo             | 188         |
| Peralejos de Arriba            | 66          |
| Pereña de la Ribera            | 519         |
| Peromingo                      | 155         |
| Pinedas                        | 175         |
| El Pino de Tormes              | 178         |
| Pitiegua                       | 254         |
| Pizarral                       | 85          |
| Poveda de las Cintas           | 332         |
| Pozos de Hinojo                | 78          |
| Puebla de Azaba                | 265         |
| Puebla de San Medel            | 62          |
| Puebla de Yeltes               | 232         |
| Puente del Congosto            | 311         |
| Puertas                        | 96          |
| Puerto de Béjar                | 478         |
| Puerto Seguro                  | 102         |
| Rágama                         | 295         |
| La Redonda                     | 106         |
| Retortillo                     | 261         |
| La Rinconada de la Sierra      | 181         |
| Robleda                        | 583         |
| Robliza de Cojos               | 223         |
| Rollán                         | 586         |
| Saelices el Chico              | 168         |
| La Sagrada                     | 180         |
| El Sahugo                      | 262         |
| Salamanca                      | 156,006     |
| Saldeana                       | 167         |
| Salmoral                       | 289         |
| Salvatierra de Tormes          | 67          |
| San Cristóbal de la Cuesta     | 424         |
| San Esteban de la Sierra       | 441         |
| San Felices de los Gallegos    | 624         |
| San Martín del Castañar        | 289         |
| San Miguel de Valero           | 422         |
| San Miguel del Robledo         | 104         |
| San Morales                    | 240         |
| San Muñoz                      | 342         |
| San Pedro de Rozados           | 361         |
| San Pedro del Valle            | 131         |
| San Pelayo de Guareña          | 102         |
| Sancti-Spíritus                | 1,103       |
| Sanchón de la Ribera           | 117         |
| Sanchón de la Sagrada          | 51          |
| Sanchotello                    | 297         |
| Sando                          | 161         |
| Santa María de Sando           | 169         |
| Santa Marta de Tormes          | 11,722      |
| Santiago de la Puebla          | 512         |
| Santibáñez de Béjar            | 651         |
| Santibáñez de la Sierra        | 260         |
| Santiz                         | 281         |
| Los Santos                     | 680         |
| Sardón de los Frailes          | 104         |
| Saucelhe                       | 391         |
| Sepulcro-Hilario               | 267         |
| Sequeros                       | 265         |
| Serradilla del Arroyo          | 415         |
| Serradilla del Llano           | 242         |
| La Sierpe                      | 49          |
| Sieteiglesias de Tormes        | 180         |
| Sobradillo                     | 364         |
| Sorihuela                      | 373         |
| Sotoserrano                    | 718         |
| Tabera de Abajo                | 108         |
| La Tala                        | 137         |
| Tamames                        | 972         |
| Tarazona de Guareña            | 418         |
| Tardáguila                     | 248         |
| El Tejado                      | 171         |
| Tejeda y Segoyuela             | 121         |
| Tenebrón                       | 228         |
| Terradillos                    | 3,087       |
| Topas                          | 722         |
| Tordillos                      | 540         |
| El Tornadizo                   | 144         |
| Torresmenudas                  | 210         |
| Trabanca                       | 252         |
| Tremedal de Tormes             | 39          |
| Valdecarros                    | 440         |
| Valdefuentes de Sangusín       | 311         |
| Valdehijaderos                 | 110         |
| Valdelacasa                    | 330         |
| Valdelageve                    | 129         |
| Valdelosa                      | 517         |
| Valdemierque                   | 65          |
| Valderrodrigo                  | 181         |
| Valdunciel                     | 110         |
| Valero                         | 432         |
| Valsalabroso                   | 214         |
| Valverde de Valdelacasa        | 73          |
| Valverdón                      | 284         |
| Vallejera de Riofrío           | 62          |
| Vecinos                        | 319         |
| Vega de Tirados                | 209         |
| Las Veguillas                  | 310         |
| La Vellés                      | 409         |
| Ventosa del Río Almar          | 149         |
| La Vídola                      | 170         |
| Vilvestre                      | 587         |
| Villaflores                    | 422         |
| Villagonzalo de Tormes         | 222         |
| Villalba de los Llanos         | 190         |
| Villamayor                     | 3,530       |
| Villanueva del Conde           | 245         |
| Villar de Argañán              | 118         |
| Villar de Ciervo               | 391         |
| Villar de Gallimazo            | 208         |
| Villar de la Yegua             | 290         |
| Villar de Peralonso            | 336         |
| Villar de Samaniego            | 118         |
| Villares de la Reina           | 3,229       |
| Villares de Yeltes             | 165         |
| Vilarinho de Aires             | 1,105       |
| Villarmayor                    | 222         |
| Villarmuerto                   | 54          |
| Villasbuenas                   | 307         |
| Villasdardo                    | 18          |
| Villaseco de los Gamitos       | 207         |
| Villaseco de los Reyes         | 435         |
| Villasrubias                   | 334         |
| Villaverde de Guareña          | 194         |
| Villavieja de Yeltes           | 1,082       |
| Villoria                       | 1,395       |
| Villoruela                     | 1,005       |
| Vitigudino                     | 3,079       |
| Yecla de Yeltes                | 349         |
| Zamarra                        | 147         |
| Zamayón                        | 205         |
| Zarapicos                      | 72          |
| La Zarza de Pumareda           | 178         |
| Zorita de la Frontera          | 276         |